# Fosfinito

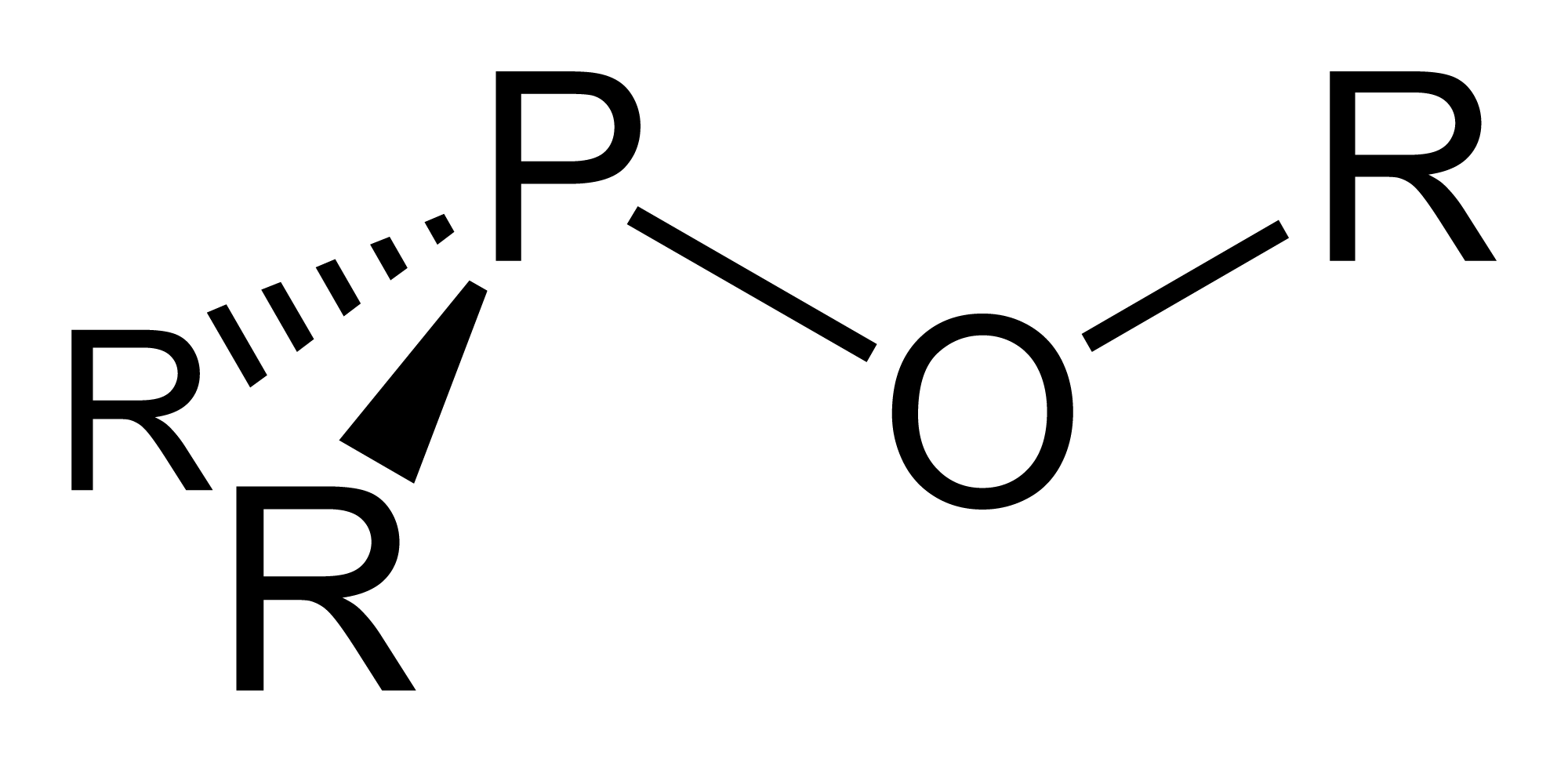
Fórmula estructural de un fosfinito genérico. R representa una cadena lateral.

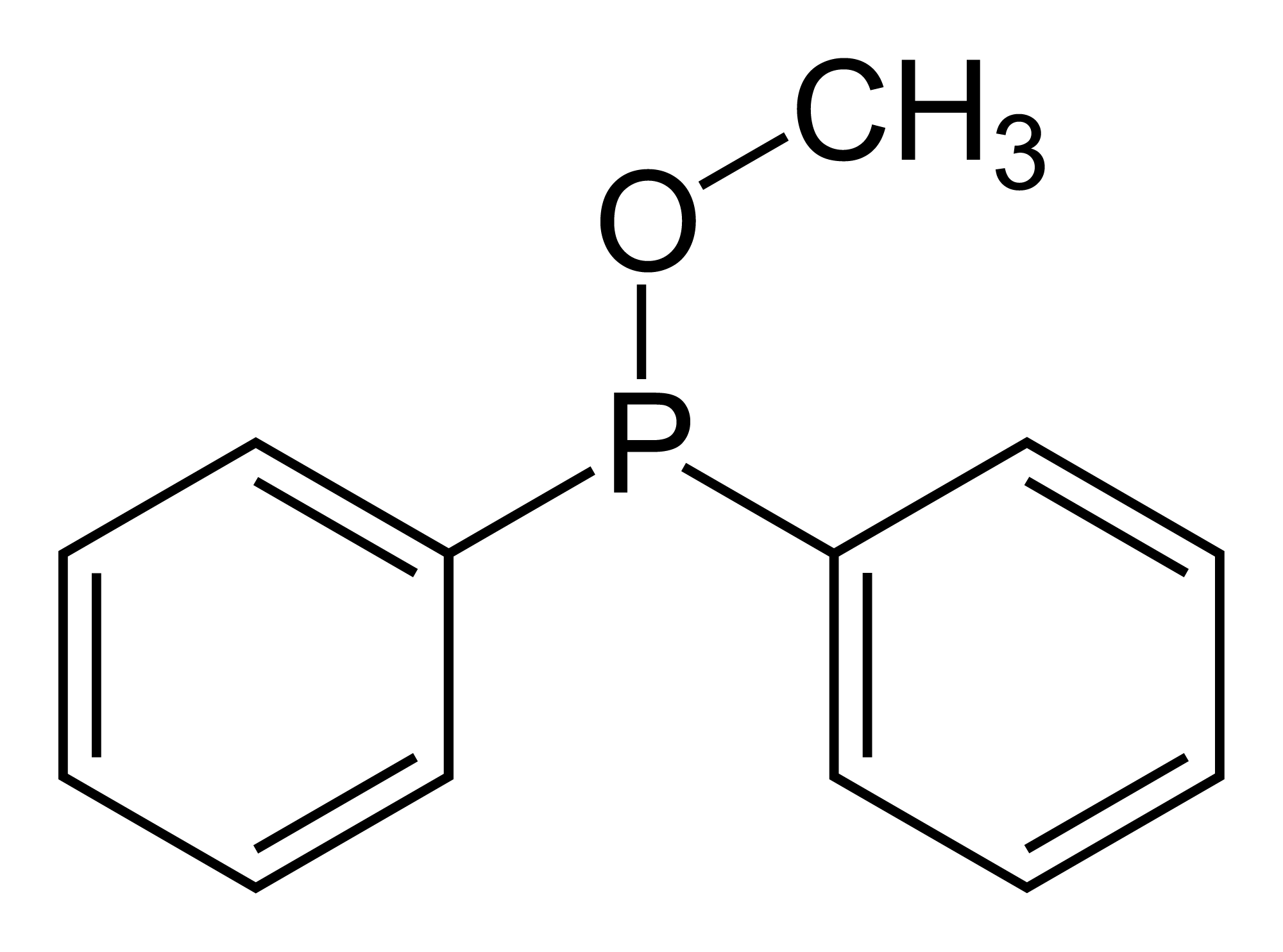
Fórmula esqueletal de difenilfosfinito de metilo.

Los fosfinitos son compuestos organofosforados con la fórmula P(OR)R2. Se usan como ligandos en catálisis homogénea y química de coordinación.

## Preparación
Loa fosfinitos se preparan por alcohólisis de cloruros organofosforados. Por ejemplo, el tratamiento de clorodifenilfosfina con metanol y una base da difenilfosfonito de metilo:
{\displaystyle \mathrm {ClPPh_{2}+CH_{3}OH\longrightarrow {}CH_{3}OPPh_{2}+HCl} }
Aunque son ésteres del ácido fosfinoso (R2POH), los fosfinitos no se producen a través de tales intermedios.

## Reactividad
La oxidación de fosfinitos da fosfinatos:
{\displaystyle \mathrm {2\ P(OR)R_{2}+O_{2}\longrightarrow {}2\ OP(OR)R_{2}} }
Los fosfinitos son ligandos, que dan derivados similares a los complejos de fosfina de metales de transición. Son aceptores-π más fuertes que los ligandos de fosfina típicos.